# Yuktae-dong
Yuktae-dong är en ort i Nordkorea.   Den ligger i provinsen Hamnam, i den centrala delen av landet, 230 km nordost om huvudstaden Pyongyang. Yuktae-dong ligger 1 meter över havet och antalet invånare är 76 427.
Terrängen runt Yuktae-dong är platt åt sydost, men åt nordväst är den kuperad. Havet är nära Yuktae-dong söderut.  Yuktae-dong är det största samhället i trakten. 